# داهومي الفرنسية
كانت داهومي مستعمرة فرنسية وجزءً من غرب أفريقيا الفرنسي من 1894 إلى 1958. وبعد الحرب العالمية الثانية، من خلال إنشاء الجمهورية الفرنسية الرابعة في عام 1947، أصبحت داهومي جزءً من الاتحاد الفرنسي مع زيادة الحكم الذاتي. وفي 11 ديسمبر 1958، تم تأسيس الجمهورية الفرنسية الخامسة وتغير اسم الاتحاد إلى المجتمع الفرنسي. تحولت المستعمرة إلى جمهورية داهومي ذاتية الحكم داخل المجتمع، وبعد ذلك بعامين في 1 أغسطس 1960، نالت استقلالها الكامل (وفي عام 1975 غيرت اسمها إلى بنين).

## التاريخ
مملكة داهومي
خلال القرن الثالث عشر، كان شعب يوروبا الأصلي في منطقة غرب النيجر يديره مجموعة من زعماء القبائل المحليين، ولكن بحلول القرن الخامس عشر، فرض حاكم واحد يُعرف باسم «أوبا» السيطرة، مما أدى إلى إنشاء مملكة داهومي. وفي ظل سلالة أسستها Ewuare the Great، أشهر الأوباس، توسعت أراضي داهومي لتشمل منطقة تقع بين دلتا نهر النيجر وما يعرف الآن بمدينة لاغوس النيجيرية. جلبت الأوبا ازدهارًا كبيرًا ودولة عالية التنظيم إلى بنين. كما أقاموا علاقات جيدة وتجارة رقيق واسعة النطاق مع البرتغاليين والهولنديين الذين وصلوا من القرن الخامس عشر فصاعدًا.
بدأ تراجع الأوبا في القرن الثامن عشر عندما بدأت سلسلة من الصراعات الداخلية على السلطة استمرت حتى القرن التاسع عشر.
المستعمرة
بدأ الاستيلاء الفرنسي على مملكة داهومي واستعمارها عام 1872. أدت الحرب الفرنسية الداهومية الأولى في عام 1890 إلى إضعافها. أسفرت الحرب الفرنسية الداهومية الثانية عن تحولها إلى محمية فرنسية عام 1894.
صدر مرسوم بتاريخ 22 يونيو 1894 بإنشاء مستعمرة داهومي وآخرون (مستعمرة داهومي وتوابعها)، والتي كان من المقرر دمجها في غرب أفريقيا الفرنسي في عام 1904.
في عهد الفرنسيين، تم بناء ميناء في كوتونو، كما تم بناء خطوط السكك الحديدية. تم توسيع المرافق المدرسية من قبل بعثات الروم الكاثوليك. في عام 1946، أصبحت داهومي إقليمًا لما وراء البحار مع برلمانها الخاص وتمثيلها في الجمعية الوطنية الفرنسية.
في 4 ديسمبر 1958، أصبحت جمهورية داهومي (République du Dahomey)، تتمتع بالحكم الذاتي داخل الاتحاد الفرنسي.
الاستقلال
في 1 أغسطس 1960، نالت جمهورية داهومي الاستقلال الكامل عن فرنسا.
كان أول رئيس للجمهورية هوبير ماغا، الذي كان رئيسًا للوزراء خلال العام الماضي في إقليم ما وراء البحار تحت الحكم الفرنسي.